# Team Lotus
El Team Lotus fue una escudería británica de automovilismo perteneciente a la compañía Lotus Cars. Compitió en Fórmula 1 entre 1958 y 1994, siendo aún hoy uno de los equipos más laureados de la competición, con siete títulos del Campeonato Mundial de Constructores y seis títulos del Campeonato Mundial de Pilotos: 1963 (Jim Clark), 1965 (Jim Clark), 1968 (Graham Hill), 1970 (Jochen Rindt,), 1972 (Emerson Fittipaldi) y 1978 (Mario Andretti), además de ganar las 500 millas de Indianápolis en 1965 y 1978.
Bajo la dirección de su fundador y diseñador jefe Colin Chapman, Lotus fue responsable del desarrollo de múltiples innovaciones en los monoplazas, tanto en aspectos técnicos como comerciales.
El equipo además corrió en otras categorías como Fórmula 2, Fórmula Ford o Fórmula Júnior.
Esta escudería no debe ser confundida con el equipo anglo-malayo Team Lotus (2010-11) o el equipo  luxemburgués Lotus F1 Team (2012-2015), ambos intentos por rescatar al histórico equipo.

## Historia

### Orígenes y primeros años
En 1952, el ingeniero británico Colin Chapman fundó Lotus Engineering Ltd. (posteriormente Lotus Cars) en la ciudad de Hornsey, Reino Unido. Gracias a los modelos Lotus 6 y Lotus 8, la compañía logró alcanzar el éxito en poco tiempo. Dos años más tarde nacería el Team Lotus tras separarse de Lotus Engineering para ser su equipo hermano en competiciones automovilísticas.
En 1958 Lotus entró en el Mundial de Fórmula 1 con los pilotos británicos Cliff Allison y Graham Hill. El debut se produjo en la segunda prueba del Campeonato, el Gran Premio de Mónaco celebrado el 18 de mayo de ese año. Allison se quedó a las puertas de los puntos con su sexto puesto, mientras que Hill se vio obligado a abandonar debido a una avería. Los primeros puntos de la escudería en Fórmula 1 llegaron en el Gran Premio de Bélgica gracias al cuarto lugar de Allison. El equipo concluiría sexto en Mundial de Constructores con tres puntos.
La temporada siguiente fue mejor que la primera, gracias en parte a los puntos obtenidos por Innes Ireland en Holanda y Estados Unidos. Estos cinco puntos le valieron al equipo de Chapman el cuarto puesto final.

### Dominio en los años 1960 y 70
La nueva década marcó el inicio de la etapa más brillante de Lotus. Con el nuevo modelo Lotus 18 con motor Climax, el equipo logró subirse al podio por primera vez en su historia gracias al segundo puesto de Ireland en Holanda. Ese año entraría en la escudería uno de los mejores pilotos de todos los tiempos, Jim Clark. El escocés debutó en Holanda con un abandono y en Portugal logró terminar tercero, siendo su primer podio en la Fórmula 1 y el tercero del equipo de Chapman esa temporada. Lotus sumó un total de 34 puntos y un subcampeonato en el Mundial de Constructores.

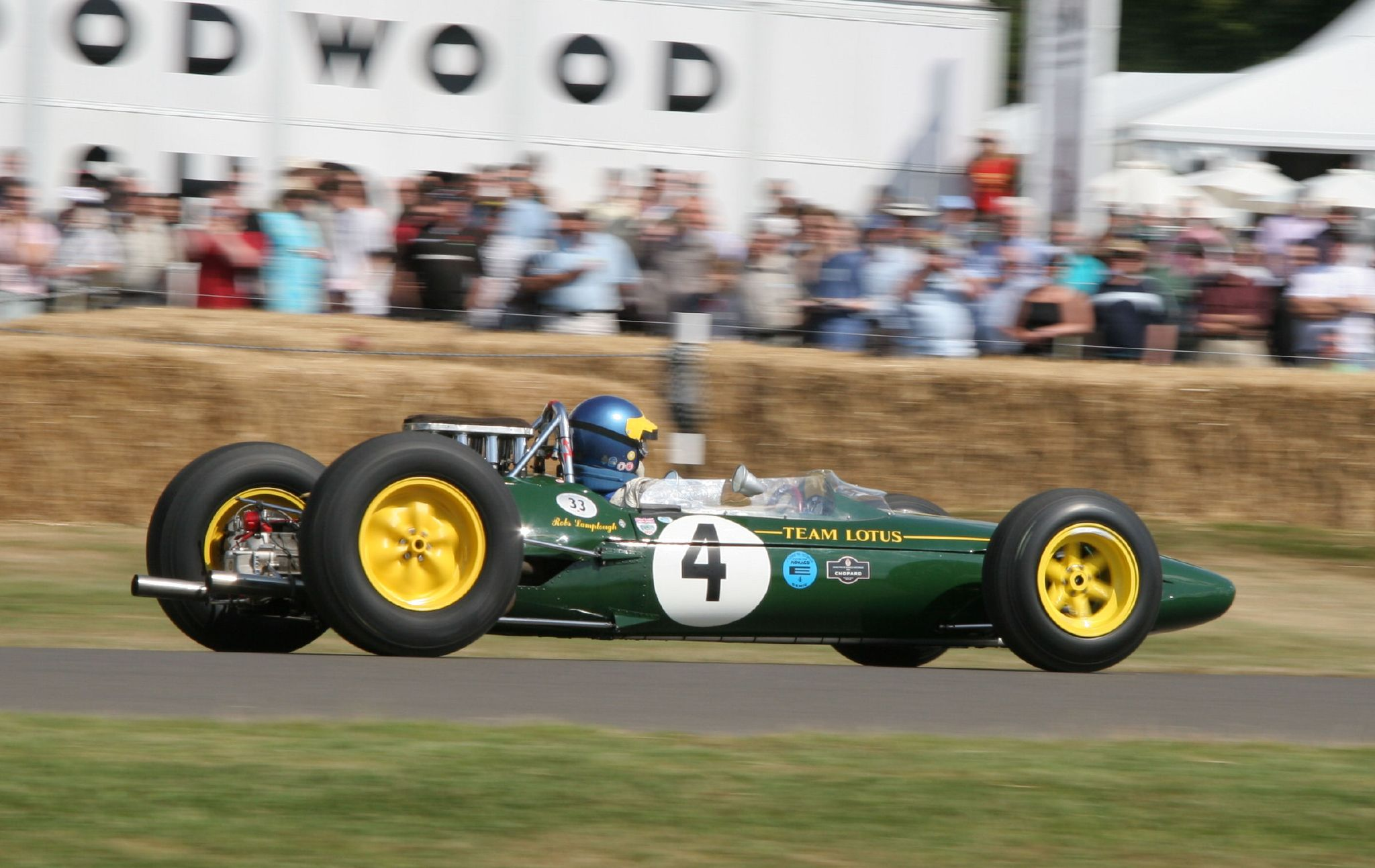
Imagen del Lotus 33 utilizado en 1965

En 1961 la gloria llegaría para el Team Lotus: en el Gran Premio de los Países Bajos de esa temporada Jim Clark obtuvo la primera vuelta rápida del equipo inglés, mientras que sería Ireland quien lograse el primer triunfo en Estados Unidos. Al año siguiente Clark consiguió ganar tres carreras, lo que le permitió a Lotus finalizar en segundo lugar del Mundial de Constructores por tercera temporada consecutiva, aunque la consagración definitiva se produjo con el Lotus 25 de 1963, el primer coche de la historia de la Fórmula 1 que introdujo el chasis monocasco. Con este monoplaza revolucionario Jim Clark ganó siete carreras y logró seis poles y vueltas rápidas que le llevaron a ganar su primer Mundial de Pilotos y contribuyó a que el equipo se alzara con la corona del Mundial de Constructores por primera vez. Al año siguiente estuvieron en condiciones de defender su título, pero debido a problemas mecánicos en el Lotus, John Surtees ganó el campeonato para Ferrari en el último GP. Esta vez sí, Clark repitió título en 1965 al ser el dominador de la temporada con 6 victorias, 6 poles y 6 vueltas rápidas.
En 1970, Jochen Rindt se proclamó campeón del mundo con el poderoso Lotus 72 con 5 victorias pese a perder la vida en un accidente durante los entrenamientos del GP de Italia. Fue el único campeón a título póstumo de la historia de la F1.
Tras ese suceso, el nuevo número 1 del equipo, el brasileño Emerson Fittipaldi se coronó en 1972 como el campeón más joven de la historia de la Fórmula 1 (hasta la llegada de Alonso y Vettel) y en 1973 fue subcampeón en su último año en el equipo. En esa temporada, el talentoso sueco Ronnie Peterson hizo una irrupción brillante en el equipo ganando cuatro carreras ese año. Unos años después, en 1978, con Mario Andretti a la cabeza, Lotus volvía a lo más alto gracias al Lotus 79, el primer coche con efecto suelo, aunque desgraciadamente Peterson perdió la vida en aquella temporada en Monza. Después de aquel éxito tanto de pilotos como de constructores, Lotus no volvería a ganar ningún título más a partir de entonces. Los rivales pillaron el truco del efecto suelo muy rápido y ni la llegada de Carlos Reutemann surtió efecto. Durante todos esos años el equipo fue mundialmente reconocido por llevar la legendaria publicidad dorada y negra de la marca tabacalera John Player Special.

### Declive en los años 1980
Tras la muerte de Chapman en diciembre de 1982, Peter Warr se hizo cargo de la escudería Lotus, pero los siguientes coches que diseñó no fueron competitivos. A mediados de 1983, Lotus contrató al diseñador francés Gérard Ducarouge y, en cinco semanas, se construyó el Lotus 94T turbopropulsado por Renault. El cambio a neumáticos Goodyear en 1984 permitió Elio de Angelis terminar tercero en el Campeonato del Mundo, a pesar de que el italiano no ganó una carrera. El equipo también terminó en tercera posición en el Campeonato de Constructores. Cuando Nigel Mansell se marchó al final del año, el equipo contrató a Ayrton Senna. 

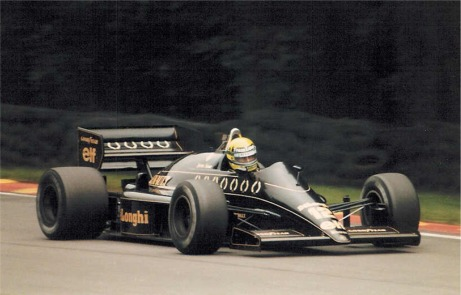
Ayrton Senna piloteando el Lotus 98T durante el Gran Premio de Gran Bretaña de 1986

El Lotus 97T fue otro triunfador sólido que permitió a De Angelis ganar en Imola; y a Senna, en Portugal y Bélgica. Pero aunque había vuelto a ganar carreras, Lotus no pudo mantener el tercer puesto en el Campeonato de Constructores, que fue para Williams, con una victoria más que Lotus. Senna logró ocho pole positions, con dos victorias (España y Detroit) en 1986 al volante del revolucionario Lotus 98T. Lotus volvió a terminar tercero en el Campeonato de Constructores, por delante de Ferrari. Al final del año, el equipo perdió su longevo patrocinador John Player Special y lo sustituyó por Camel. El rendimiento de Senna atrajo la atención de Honda y cuando Lotus acordó la contratación de Satoru Nakajima como su segundo piloto, firmaron un contrato de suministro de motores. El Lotus 99T diseñado por Ducarouge incorporaba todas las funciones suspensión activa, pero Senna solo venció dos veces, en Mónaco y Detroit, con el equipo de nuevo terminando tercero en el Campeonato de Constructores, al igual que el año anterior detrás de sus rivales británicos Williams y McLaren, pero por delante de Ferrari. El brasileño se fue a McLaren en 1988 y Lotus firmó al compatriota de Senna y luego campeón del mundo Nelson Piquet, de Williams. Tanto Piquet como Nakajima no estuvieron en condiciones de luchar por ganar carreras. Sin embargo, el equipo se las arregló para terminar cuarto en el Campeonato de Constructores. Lotus pierde los motores Honda debido a la deteriorada relación

### El final: años 1990
Tras diseñar un Lotus 100T poco exitoso, Ducarouge decidió regresar a Francia en 1989 y Frank Dernie ocupó su puesto, mientras Lotus cambió a los motores Judd V8. Al terminar el 1989, tanto Piquet como Nakajima abandonaron Lotus, que acordó el suministro de motores Lamborghini V12 y el fichaje de Derek Warwick y Martin Donnelly como nuevos pilotos. La temporada 1990 fue bastante mala para la escudería, ya que solo logró puntuar dos veces gracias a Derek Warwick, que fue sexto en Canadá y quinto en Hungría; mientras Martin Donnelly sufrió un gravísimo accidente en Jerez. Al concluir el año, Camel retiró su patrocinio de Lotus.

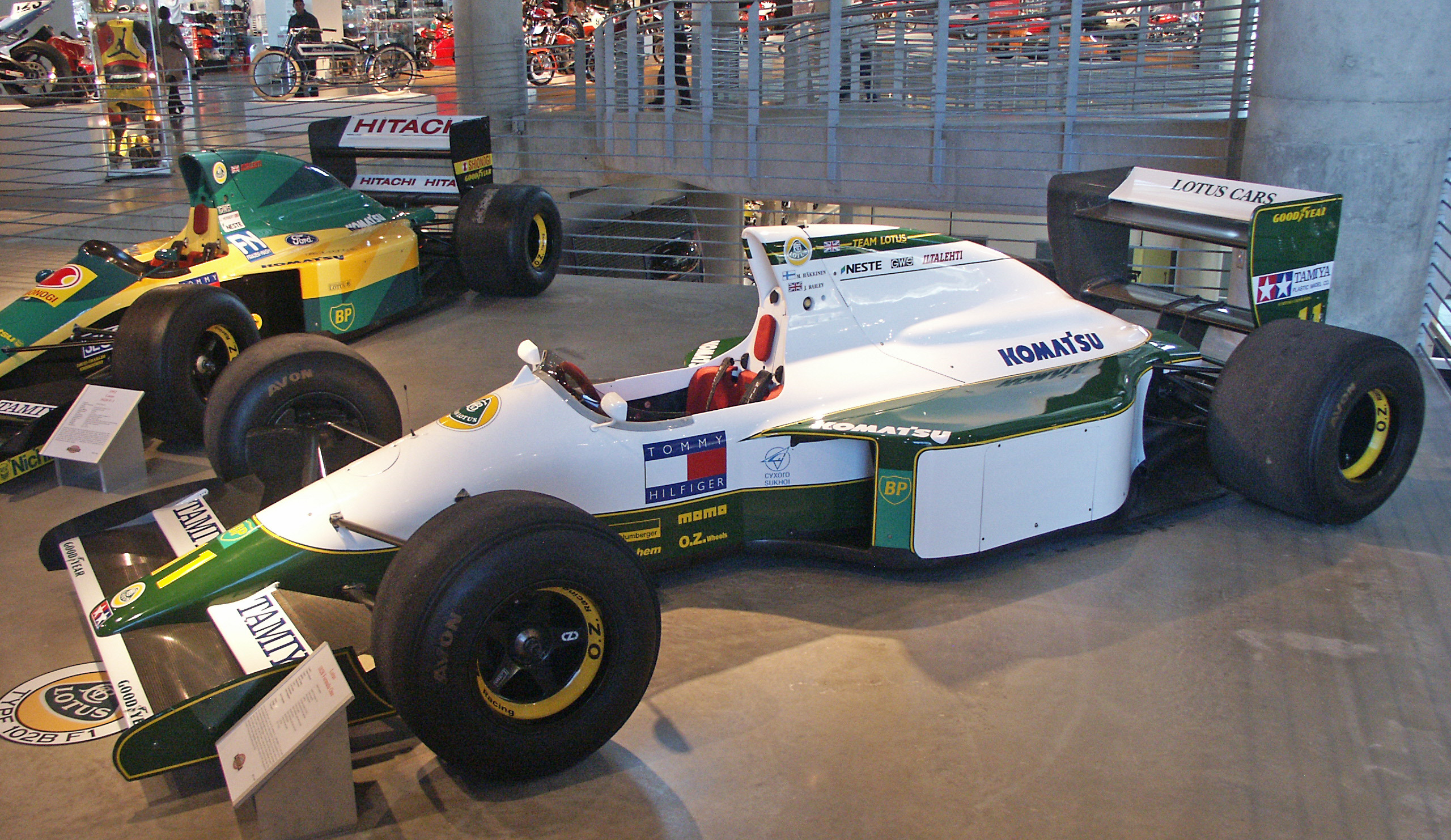
Lotus 102B de Mika Häkkinen, de la temporada 1991.

En los años siguientes, Lotus solo aspiraba a los puntos y las finanzas comenzaban a escasear. Sin embargo, el equipo siguió obteniendo buenos resultados gracias a Johnny Herbert, y el futuro bicampeón Mika Häkkinen, el equipo mejoró en 1992 en un quinto puesto en la copa de constructores, en comparación del noveno lugar en la temporada pasada.
En 1993 Hakkinen se marcha a McLaren como piloto de pruebas, siendo reemplazado por Alex Zanardi, quien logró sumar un punto en Brasil (esa carrera fue la última vez que ambos Lotus sumaron puntos). Luego sufrió un grave accidente en las clasificaciones en Bélgica y fue reemplazado por Pedro Lamy. Herbert logró 3 cuartos lugares durante la temporada. El equipo terminó sexto.
Las deudas aumentaron en 1994 y el equipo no podía seguir desarrollando el 107C (tercera variante del auto de 1992) ahora con los motores Mugen-Honda en vez del Cosworth que venían usando hace 2 temporadas. Herbert y Lamy lucharon duro con sus 107C hasta que llegó el Lotus 109 en la quinta carrera de la temporada. Durante la temporada, Lamy sufrió un grave accidente en las pruebas privadas que lo obligó a perderse toda la temporada. Fue reemplazado por Zanardi, y se hizo necesario reemplazar a los pilotos habituales por pilotos de pago en algunas carreras. En las carreras de Bélgica e Italia los Lotus demostraron ser competitivos, especialmente en Italia, donde Herbert clasificó cuarto. Pero la alegría duró poco, ya que tuvo un accidente con Eddie Irvine en la primera curva. Herbert declaró más tarde: "podría haber ganado la carrera". Al día siguiente, Team Lotus entró en administración para protegerse de los acreedores. Tom Walkinshaw, que era accionista de Benetton Formula, compró el contrato de Herbert y fue transferido a Benetton. Lotus no logró sumar puntos en la temporada por primera vez en su historia.
El Team Lotus fue vendido a David Hunt, el hermano menor de James Hunt. Intentó preparar el equipo para la temporada 1995; sin embargo, el desarrollo del Lotus 112 fue detenido y todo el personal del equipo fue despedido.
Lotus anunció su alianza con Pacific Racing a comienzos de 1995, en vista de la delicada situación económica de ambos equipos. El nuevo equipo, conocido como Pacific Team Lotus, abandonó la Fórmula 1 después del Gran Premio de Australia de 1995. Estrictamente hablando, la última carrera de Lotus fue el Gran Premio de Australia de 1994.

## Patrocinio

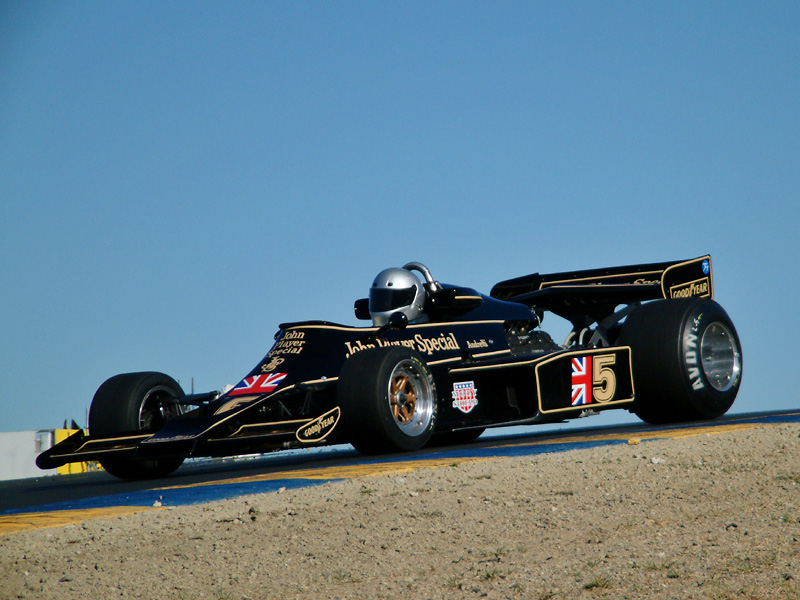
Monoplaza de Fórmula 1 Lotus 77. Fotografía tomada por Luca Varani en agosto de 2005 en el circuito de Sears Point, California.

### El debut de Gold Leaf, del tabaco y de los patrocinadores en Europa
Más allá de los casos aislados de British Racing Partnership y Reg Parnell Racing, el automóvilismo europeo prácticamente está libre de patrocinadores hasta 1968. En ese momento fue cuando en el Gran Premio de España de 1968 Imperial Tobacco debuta en el "Gran Circo" pintando los Lotus 49 del Team Lotus como parte de un acuerdo de patrocinio hecho con Colin Chapman. Desde entonces se conoce a la temporada 1968 como "el año en que nace la publicidad" según el sitio web español SoyMotor
Sin embargo no todo salía como lo planeado. Reino Unido había implementado una ley antitabaco en 1965 que consistía en eliminar los comerciales de productos relacionados con el tabaco en la televisión (algo imitado por EE. UU. en 1969). Conforme la Fórmula 1 se hacía más popular a través de la televisión, Imperial Tobacco aprovechó este vacío legal para poder promocionar sus cigarillos Gold Leaf a través de las transmisiones televisadas de dicho campeonato. En ese mismo Gran Premio de Inglaterra de 1968 la tabacalera británica no tuvo más opción que adaptarse a las leyes locales y cubrir la imagen de la mascota "Sailor Boy" de la compañía con una bandera de Reino Unido y el equipo se siguió inscribiendo como Gold Leaf Team Lotus, esto puede interpretarse como uno de los primeros casos en los que un equipo altera su librea debido a algunas complicaciones con las regulaciones con respecto al patrocinio de ciertos productos. Algo que se volvería normal a partir de mediados de la década de 1980.
Dicho patrocinio duró 4 años consecutivos hasta 1971. También existió la denominación World Wide Racing Team Lotus, contó además con Alex Soler-Roig pilotando un Lotus 72 con calcomanías adicionales de la petrolera española CS para el Gran Premio de España de 1970 bajo la denominación Garvey Team Lotus. Hubo también registros de que bajo este nombre alternativo también participó el Lotus 56B, una versión de Fórmula 1 del Lotus 56 diseñado para las 500 Millas de Indianápolis de 1968 (puntuables para el Campeonato Nacional del USAC en ese año). Al igual que el 56 original, el 56B utilizaba una turbina de gas Pratt & Whitney Canada PT6, siendo esta técnicamente la única incursión de Pratt & Whitney a la Fórmula 1 como motorista, a pesar de haber participado únicamente en los Grandes Premios puntuables de Holanda, Gran Bretaña e Italia.

### Aparición de John Player Special
Si bien, el Lotus 56B anteriormente mencionado participó en el Gran Premio de Italia de 1971 con una pintura dorada y negra que recordarían más tarde a John Player Special, esta tabacalera no patrocinaría al equipo como tal hasta la temporada 1972.
John Player, fundador de Imperial Tobacco, crearía una nueva marca para patrocinar al Team Lotus, de ahí el nombre John Player Special (literalmente Especial de John Player en inglés y a menudo abreviada como JPS). Su estrategia de marketing consistiría en utilizar colores negro y dorado, así como hacer que los patrocinadores secundarios adopten únicamente estas tonalidades, esto crearía una armonía de diseño para comunicar el mensaje de que la compañía estaría asociada a un equipo ganador. También se asocia a menudo la tabacalera con Emerson Fittipaldi, especialmente durante los primeros años, ya que se consagró por primera vez Campeón del Mundo en 1972 a bordo de un Lotus-Ford.
Si bien el Lotus 72, a partir de la variante 72D fue la base para la supervivencia y los éxitos en competición del equipo, siendo Colin Chapman un ingeniero con ideas innovadoras, necesitaba un reemplazo para tal monoplaza. El último monoplaza basado en el antiguo diseño fue el 72F en 1975, siendo este reemplazado ese mismo año y el anterior por el Lotus 76.
Los nuevos monoplazas fueron apodados los "John Player Specials" debido a que la tabacalera financió el desarrollo de estos vehículos. El primero de estos fue el Lotus 76 (JPS Mk I) en 1974, hizo su debut en el Gran Premio de Sudáfrica de ese mismo año. Ickx calificó décimo y Peterson decimosexto, antes de que una carrera desastrosa viera a los dos chocar desde el principio, Peterson se retiró de inmediato e Ickx finalmente sucumbió a una falla en los frenos.
Después de 1975, en los siguientes dos años hicieron su debut los monoplazas Lotus 77 (JPS Mk II) y Lotus 78 (JPS Mk III) respectivamente. Siendo cada uno una mejora del anterior, sin embargo, en el Gran Premio de Bélgica de 1978, el piloto italiano nacionalizado estadounidense Mario Andretti haría debutar el monoplaza más innovador de su época, el Lotus 79 (JPS Mk IV), a quien se sumaría el sueco Ronnie Peterson en el Gran Premio de España. El monoplaza contaba con efecto suelo, un fenómeno físico y aerodinámico que sucede cuando un cuerpo, con una diferencia de presiones entre la zona que hay por encima de él y la que hay por debajo, está muy cerca de la superficie terrestre, lo que provoca unas alteraciones en el flujo de aire que pueden aprovecharse en diversos campos.En el caso del Lotus se buscaba, al contrario que en aeronáutica (de donde provino esta idea), crear una zona de alta presión por encima del vehículo y una de baja presión por debajo. A raíz de este monoplaza, dicho fenómeno fue tan popular que equipos como Brabham y Ligier empezarían a experimentar con el mismo. Brabham construyó el BT46B, el cual solo corrió y ganó el Gran Premio de Suecia de 1978 debido a que la FISA le prohibió seguir corriendo por el ventilador trasero, mientras que Ligier utilizó el JS11 durante la temporada 1979 utilizaba muchos elementos tanto aerodinámicos como de diseño, haciéndolo ver parecido al monoplaza del equipo británico.
Como se explicó anteriormente, los autos recibieron los apodos de "John Player Special" debido a que la tabacalera financió el desarrollo de estos autos y por lo tanto fue la responsable no solo de la existencia de los mismos, sino también del Campeonato Mundial de Constructores conseguido en 1978. Esto tiene sentido ya que la tabacalera antes era conocida como John Player & Sons, de ahí que ambos nombres para la misma compartan la abreviatura JPS. Sin embargo, este patrocinio solo duraría de forma consecutiva hasta 1978, por ello, el Lotus 79 diseñado por Colin Chapman y financiado por JPS ya no recibiría el apodo "John Player Special Mk.IV", por cuestiones legales de patrocinio.
Además, en el Gran Premio de Japón de 1977, en lugar de concentrarse en una marca específica, Imperial Tobacco decidió patrocinar directamente a Lotus, pintándolo de rojo. Esta fue la única vez que una compañía tabacalera patrocinó directamente un auto en un Gran Premio de Fórmula 1 en lugar de una marca específica, si se excluye a British American Tobacco, que compitió a través del nombre British American Racing desde 1999 hasta 2005, además de que el equipo contó con el patrocinio conjunto de State Express 555 y Lucky Strike.

### Un breve receso, con Martini Racing y Essex
Para 1979 Imperial Tobacco suspendió temporalmente su relación con Lotus, por lo que había que buscar un patrocinador de reemplazo. La compañía italiana de vermú Martini & Rossi patrocinó al equipo, los principales cambios fueron el regreso al "British Racing Green" (ver Anexo:Colores de carrocería en competiciones automovilísticas por país), las características líneas azules y rojas junto la mítica denominación comercial Martini Racing, y el fichaje del argentino Carlos Reutemann, reemplazando al francés Jean-Pierre Jarier, quien a su vez había reemplazado al sueco Ronnie Peterson en las últimas carreras de la temporada anterior. El monoplaza fue el mismo Lotus 79 del año pasado, excepto el chasis número 5, llamado 79/5, el cual fue el único chasis nuevo construido para esta temporada, siendo este conducido por Mario Andretti durante la misma. El equipo además construyó un monoplaza adicional llamado Lotus 80, participó en los Grandes Premios (ordenados según el calendario) de España, Bélgica, Mónaco y Francia, siendo su único buen resultado un tercer puesto en España. Llegada la conclusión de que el Lotus 80 fue un fracaso a pesar de ser diseñado en un principio para ser una evolución del Lotus 79 y mejorar el concepto de efecto suelo, el auto tuvo que ser reemplazado por su antecesor durante el resto de la temporada.
Para 1980 Lotus cambió otra vez de patrocinador, ahora este papel lo ocupó Essex Corporation, una petrolera británica. Su nuevo monoplaza se llamó Lotus 81, Carlos Reutemann se fue a Williams, por lo que su reemplazo fue el piloto italiano Elio de Angelis, Mario Andretti todavía permaneció en el equipo. Ambos pilotos participaron a tiempo completo, a quienes se les sumó el británico Nigel Mansell en los Grandes Premios de Austria, Países Bajos, Italia, siendo estas lás únicas 3 veces en las que el equipo compitió con 3 monoplazas durante la temporada.
En las primeras carreras de la temporada 1981 el equipo todavía siguió usando el Lotus 81B, una actualización del 81 anterior que Lotus ya había utilizado la temporada anterior, las primeras carreras también fueron notables por ser las últimas en las que Essex patrocinó a Team Lotus en solitario como patrocinador principal, utilizando por última vez el nombre Team Essex Lotus.

### El regreso de John Player Special
En la temporada 1981 Lotus inicialmente corría con el patrocinio de Essex, sin embargo, a partir del Gran Premio de Francia de ese mismo año, a Essex se le uniría John Player Special, marcando el regreso de los cigarrillos y los colores negro y dorado al equipo desde 1978. Este periodo de transición hizo que Lotus compitiera con una librea mixta con el negro y el dorado de JPS arriba, y el azul, el plateado y el rojo de Essex abajo.
A partir de 1982, Lotus recupero los colores con los que había obtenido sus títulos de Pilotos y de Constructores. A los anteriormente mencionados Elio de Angelis y Nigel Mansell se les sumarían el brasileño Roberto Moreno (Gran Premio de los Países Bajos) y el británico Geoff Lees (Gran Premio de Francia), quienes utilizaron el monoplazas número 12, siendo este número utilizado la mayoría de Grandes Premios por Mansell. Esta temporada también destaca por el uso del monoplaza Lotus 91, siendo el Lotus 87B un monoplaza interino. Además Colin Chapman, fundador, dueño y jefe de equipo murió el 16 de diciembre de 1982 a la edad de 54 años, por lo que para la temporada siguiente su esposa Hazel Chapman ocuparía su lugar hasta la desaparición del equipo.
En el Gran Premio de Brasil de 1983, Elio de Angelis sería el primer y único Gran Premio de la temporada en el que utilizaría el Lotus 92, ya que posteriormente, y al igual que Nigel Mansell más adelante, utilizaría los núevos Lotus 93T y 94T. La novedad más importante se encuentra en el motor, ya que mientras el 92 utilizaba el anticuado Cosworth DFV, los 93T y 94T utilizaban las nuevas unidades turboalimentadas Renault Gordini EF1, de ahí la letra T al final de los nombres.
En 1984 Lotus competiría con el 95T, siendo esta la primera vez que el equipo competiría a tiempo completo con un motor Renault. Al año siguiente tras la partida de Nigel Mansell a Williams, este sería reemplazado por el piloto brasileño Ayrton Senna, quien disputaría su segunda temporada en la especialidad, tras haber debutado en Toleman. El brasileño conseguiría con el equipo británico sus 2 primeras victorias en los Grandes Premios de Portugal y Bélgica, sumando a estos los demás puntos obtenidos en el Campeonato Mundial de Pilotos (38 en total), obtuvo la cuarta posición. Todo esto siendo él y su compañero de Angelis los pilotos del Lotus 97T.
Sin embargo el patrocinio de la tabacalera acabaría al finalizar la temporada 1986, aun así Senna ganaría 2 carreras de nuevo, siendo estas los Grandes Premios de España y Estados Unidos Este, sumando 55 puntos en total para otra cuarta posición. El piloto brasileño y su nuevo compañero, el piloto británico Johnny Dumfries pilotaron el Lotus 98T, este además de ser el último Lotus patrocinado por John Player Special, fue además el último con motor Renault (si se excluye a los equipos de 2010-11 y 2012-15, cuyos motores Renault RS27 fueron utilizados desde 2011 hasta 2014).

### Camel y los últimos éxitos para el equipo
Para 1987 Lotus cambio de patrocinador principal, ahora R.J. Reynolds Tobacco Company, a través de su marca de cigarrillos Camel, le dio al equipo una nueva imagen con monoplaza completamente amarillos y calcomanías azules. El nuevo monoplaza Lotus 99T no vendría únicamente con este cambio, Honda motorizaría al equipo, reemplazando efectivamente a Renault, quien se retiraría temporalmente hasta 1989, cuando los únicos motores permitidos serían los atmosféricos de 3.5 litros. El nuevo motor Honda RA166E sería el encargado de mover al 99T, se utilizaría el motor de especificaciones del año anterior debido a que Williams era por aquel entonces el equipo oficial de Honda, teniendo el derecho exclusivo de utilizar el último motor RA167E en su monoplaza FW11B.
Cómo parte del trato con la compañía japonesa, Lotus fichó al piloto japonés Satoru Nakajima para que sea el nuevo compañero de Ayrton Senna, los monoplaza se asignaron con los números 11 para Nakajima y 12 para Senna respectivamente.
Con la partida de Ayrton Senna a McLaren (quienes ya empezaron a incorporar un motor Honda a su nuevo MP4/4), el nuevo compañero de Satoru Nakajima sería el Campeón Mundial de Pilotos de 1987, el brasileño Nelson Piquet, directamente proveniente de Williams. El 100T utilizaría el mismo motor Honda RA168E que McLaren.
Con la prohibición de los motores turboalimentados para 1989, equipos como Lotus tendrían que buscar motores de proveedores tales como Judd, el Judd CV anteriormente utilizado en el Williams FW12 formaría parte del nuevo Lotus 101, la letra T en el nombre se eliminó por la ausencia del turbo. Finalmente el Lotus 102 se convirtió en el último monoplaza del equipo que contó con un patrocinador principal, así como el único auto del equipo en utilizar el motor Lamborghini LE3512 diseñado por Mauro Forghieri, logrando así solo 3 puntos, terminando octavo en el Campeonato Mundial de Constructores de 1990.

### Patrocinadores menores y final del camino
En 1991 Lotus presentó un monoplaza de color blanco, debido a que Camel cambió su patrocinio, firmando un nuevo acuerdo con Benetton y Williams, el 102B era una actualización del auto de la temporada anterior. Los nuevos pilotos eran Mika Häkkinen, Julian Bailey, Johnny Herbert y Michael Bartels. El motor utilizado era el Judd EV, también era un V8 pero a diferencia del CV anterior utilizado en el 101, que tenía un ángulo entre bancadas de 90°, este tenía 72.º
Originalmente se tenía pensado reemplazar el 102B con el 102C, el cual utilizaba el motor, pero después de un tiempo de desarrollo, el proyecto se abandonó por lo que el auto nunca compitió e Isuzu nunca debutó en la Fórmula 1. Además otra razón por la que Lotus hubiera utilizado el motor Isuzu, es porque ambas compañías pertenecían a General Motors en ese momento. Finalmente, el monoplaza utilizado en 1992 sería el 102D, estaba pintado de verde y amarillo, siendo este el primer monoplaza verde del equipo desde el 79 de 1979 y también en primero en combinar dicho color con el amarillo desde el 49 de 1967. Bailey y Bartels nunca se subieron al Lotus de ese año, por lo que Hakkinen y Herbert corrieron con el 102D a tiempo completo. El auto cambió de motor otra vez, esta vez utilizando un Ford-Cosworth HBA5, el piloto finlandés Mika Häkkinen utilizaría el 102D por última vez en el Gran Premio de San Marino de 1992, ya que luego sería reemplazado por el nuevo 107.
El Lotus 107 completaría la temporada 1992 con el mismo motor que el anterior 102D. Para 1993 el auto fue actualizado y llamado 107B, los colores verde, rojo y blanco fueron elegidos para combinar con el patrocinio de Castrol. Mika Häkkinen dejó el equipo, regresaría a la Fórmula 1 para competir en McLaren, reemplazando al estadounidense Michael Andretti. En cuanto a Lotus, ficharía al italiano Alex Zanardi y al portugués Pedro Lamy, los motores serían los mismos que en la temporada anterior. Y finalmente para 1994, Lotus presentaría la última actualización de su monoplaza, esta vez llamado 107C, competiría con un motor Mugen-Honda MF-351HC. El auto estaría pintado de blanco y negro, colores que se verían asociados a su última participación en la Fórmula 1.
Los Grandes Premios de España y Canadá de ese año serían de transición y llegarían los nuevos Lotus 109, con los motores actualizados a especificaciones Mugen-Honda MF-351HD, el vehículo contaría con una desviación del diseño con respecto al 107 original. El equipo terminó su última temporada sin sumar ningún punto, y por lo tanto, no clasificaría para el Campeonato Mundial de Constructores de ese año, además de que los autos del italiano Alex Zanardi y el finlandés Mika Salo, últimos pilotos en subirse a un Lotus, se retirarían del Gran Premio de Australia de 1994, el último GP del año, así como del equipo.
Excluyendo la pintura azul, verde y blanca del Pacific PR02 en 1995, ya que no se considerará a Pacific Racing como parte de Lotus en ese año, los últimos colores que habría utilizado el equipo con sede en Hethel fueron otra vez verde y amarillo, el último proyecto relacionado con la Fórmula 1 se llamó Lotus 112. Estaba listo para correr con un motor MF-351HC similar al utilizado por el 107C, pero dicho monoplaza nunca participó en una competición oficial, por lo que la temporada anterior definitivamente fue la última.

## Pilotos en Fórmula 1
| - Cliff Allison (1958) - Graham Hill (1958-1959 y 1967-1970) - Innes Ireland (1959-1963 y 1965). - Jim Clark (1960-1968). - Stirling Moss (1960-1961). - John Surtees (1960). - Masten Gregory (1961-1963). - Jack Brabham (1962-1963). - Dan Gurney (1962). - Chris Amon (1963-1965). - Gerhard Mitter (1964-1966). - Mario Andretti (1968-1969, 1976-1980). - Joakim Bonnier (1969). - Jochen Rindt (1969-1970). - John Miles (1969-1970). | - Emerson Fittipaldi (1970-1973). - Reine Wisell (1970-1972). - David Walker (1971-1972). - Ronnie Peterson (1973-1976 y 1978). - Gunnar Nilsson (1976-1977). - Bob Evans (1976) - Carlos Reutemann (1979). - Nigel Mansell (1980-1984). - Elio de Angelis (1980-1985). - Roberto Moreno (1982). - Ayrton Senna (1985-1987). - Johnny Dumfries (1986). - Satoru Nakajima (1987-1989). - Nelson Piquet (1988-1989). - Johnny Herbert (1990-1994). - Mika Häkkinen (1991-1992) - Alessandro Zanardi (1993-1994). - Pedro Lamy (1993-1994). |

## Monoplazas en Fórmula 1

### Ganadores del Campeonato de Constructores

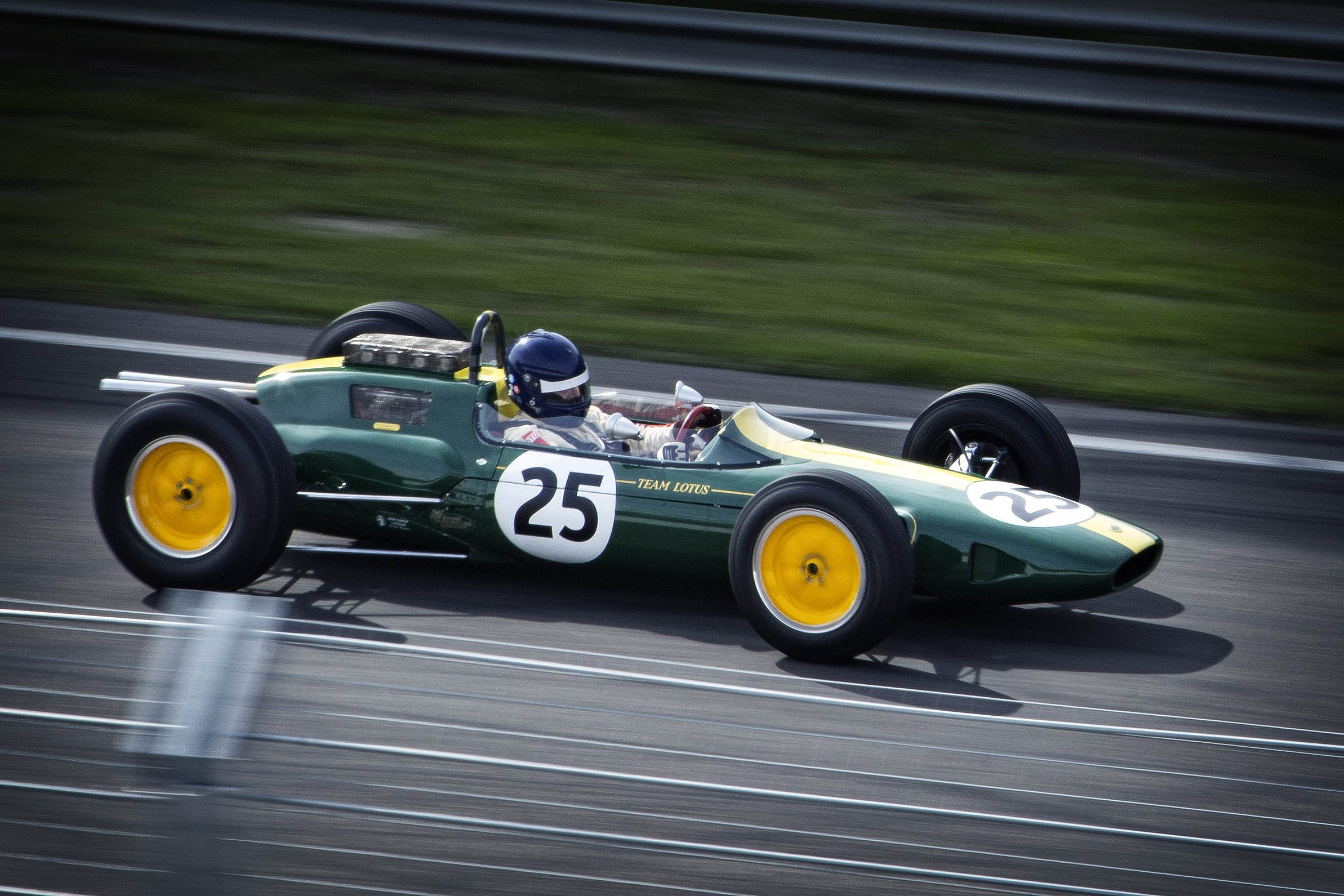
Lotus 25, campeón de constructores temporada 1963
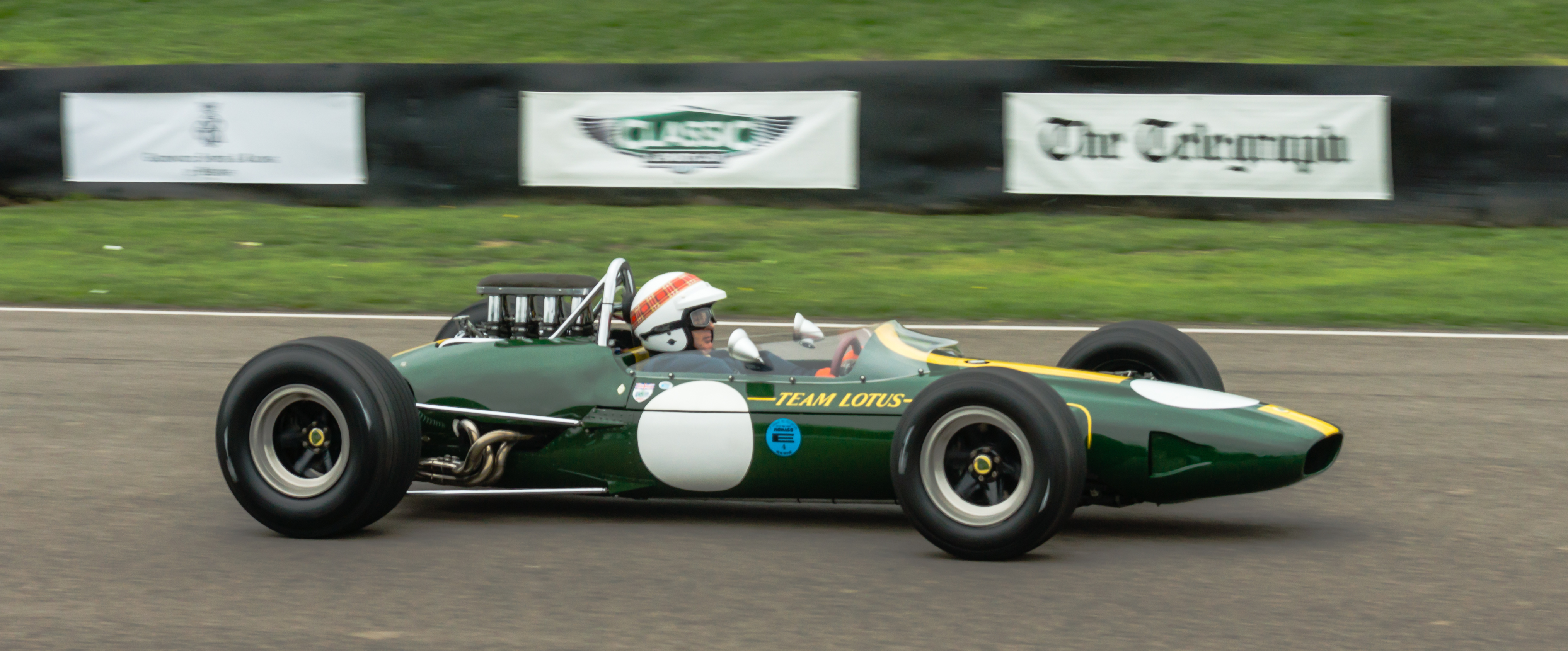
Lotus 33, campeón de constructores temporada 1965
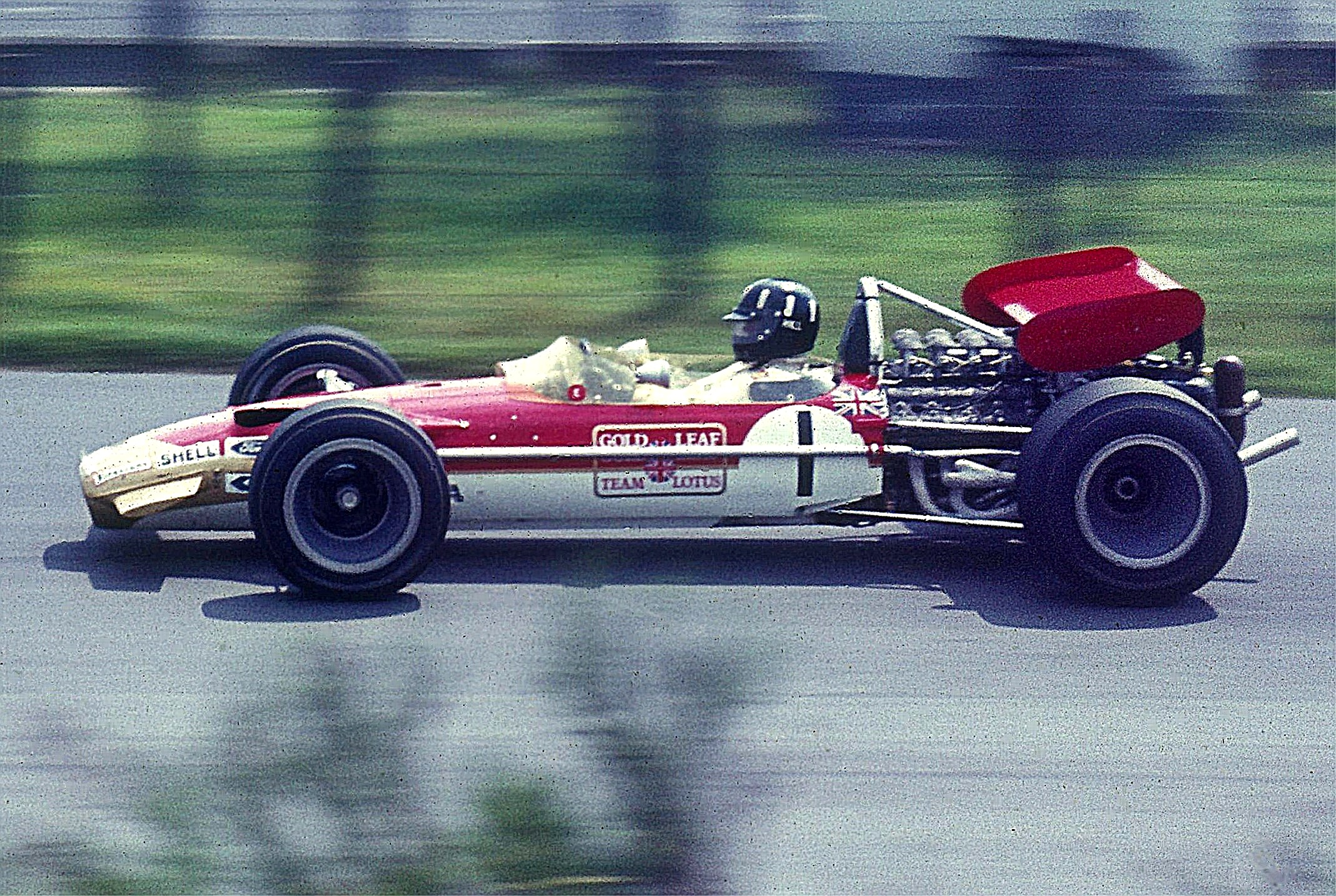
Lotus 49, campeón de constructores temporada 1968
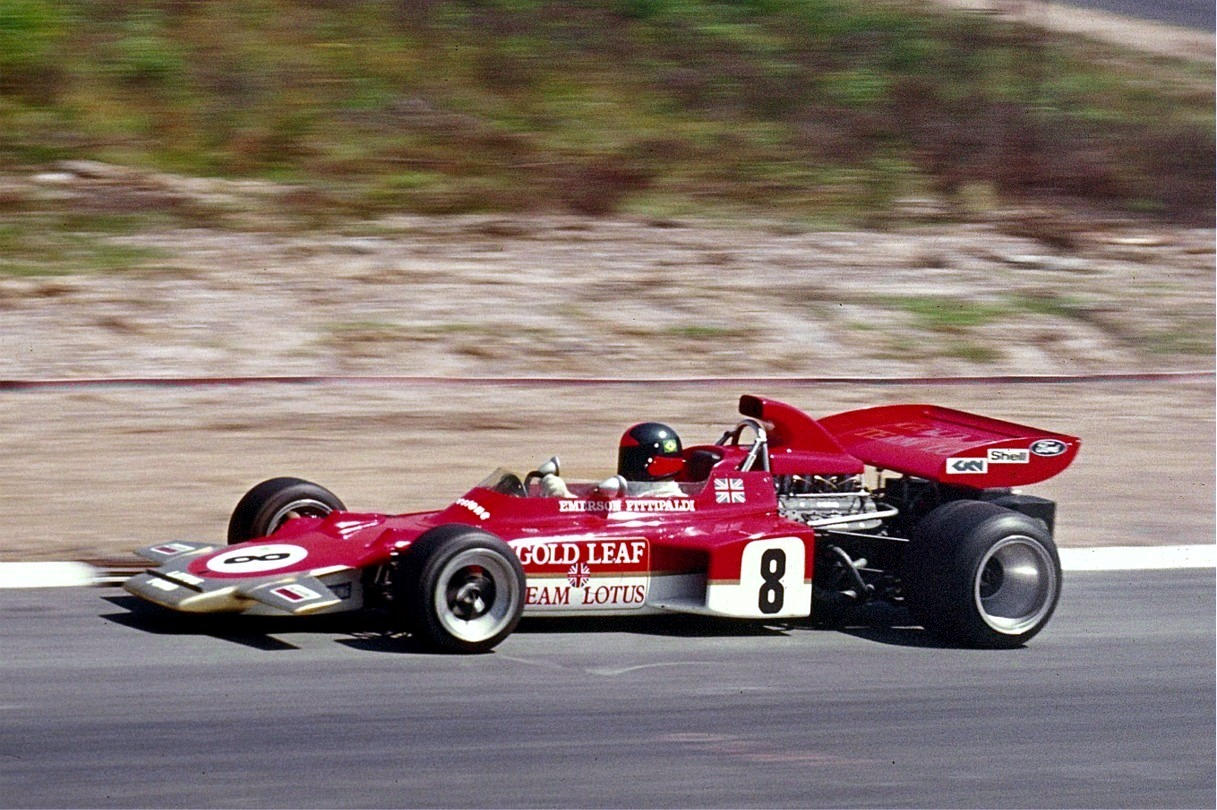
Lotus 72C, campeón de constructores temporada 1970
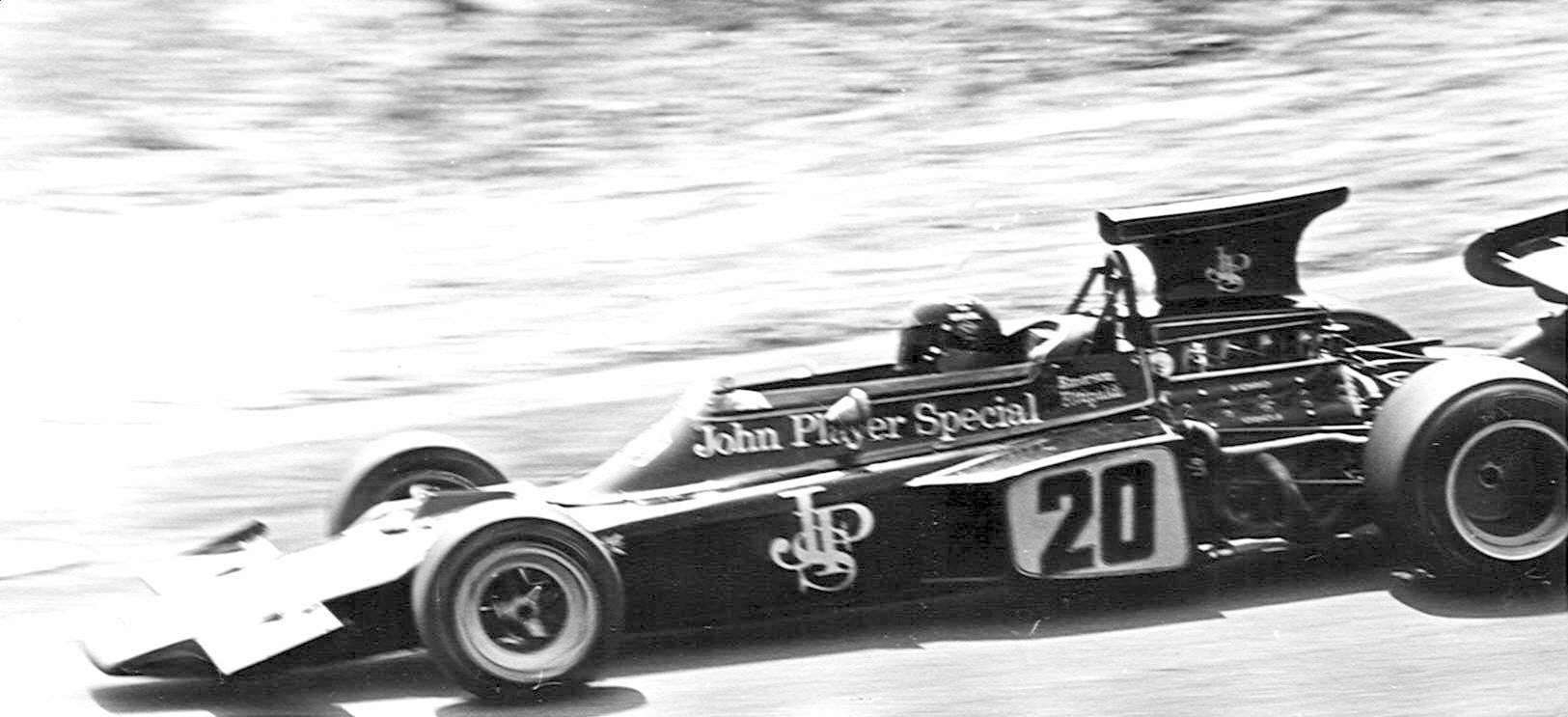
Lotus 72D, campeón de constructores temporada 1972
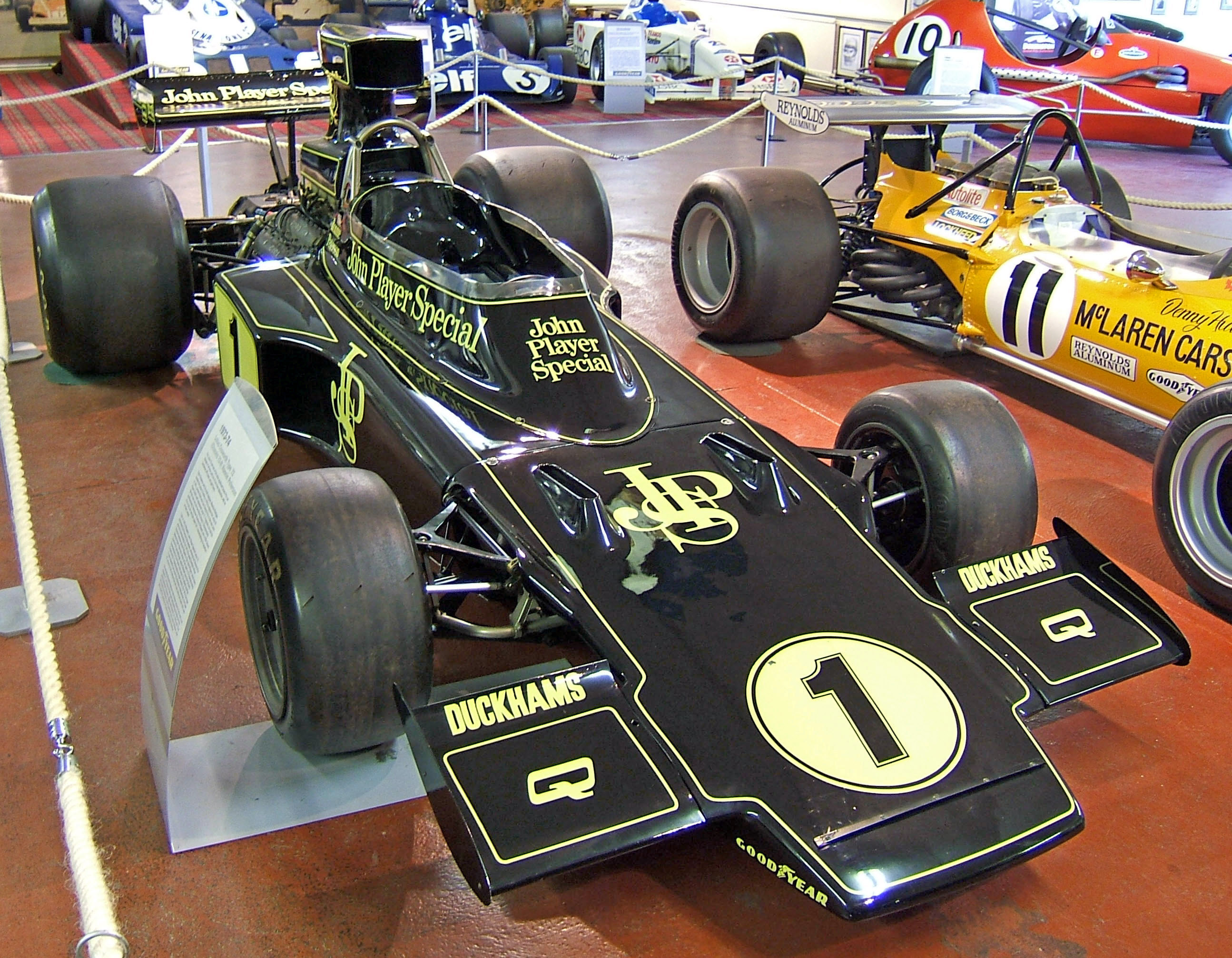
Lotus 72E, campeón de constructores temporada 1973
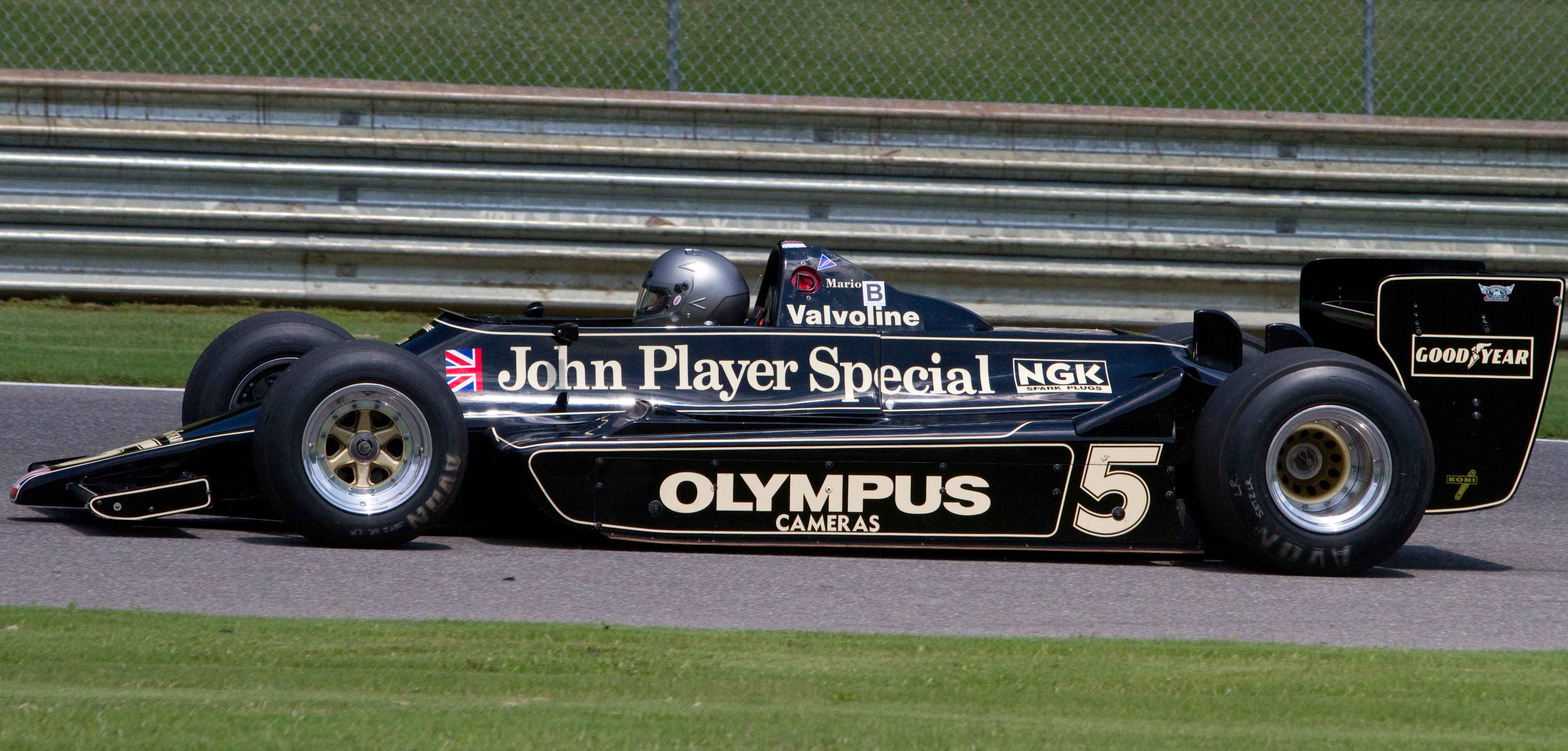
Lotus 79, campeón de constructores temporada 1978

## Palmarés
.

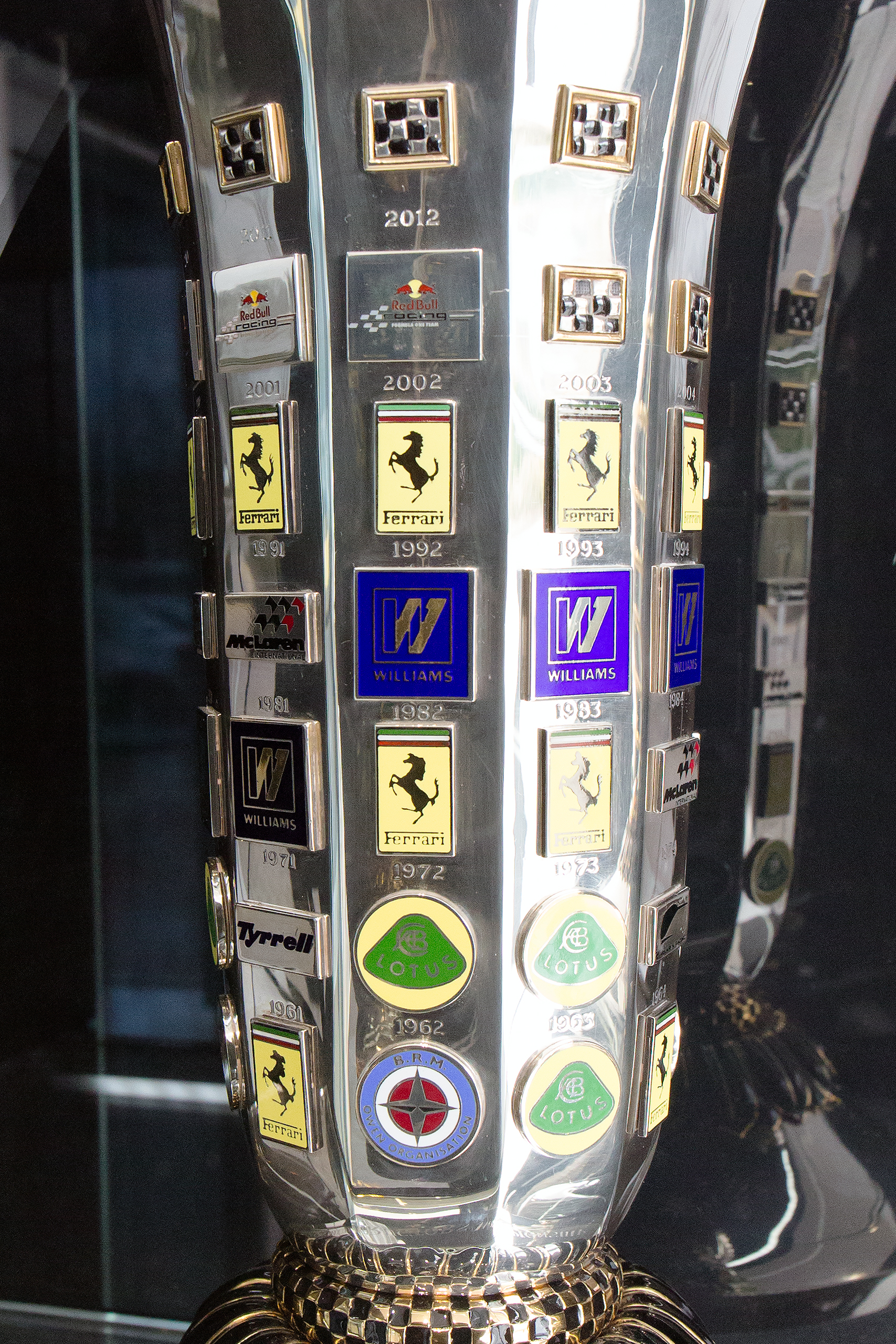
Trofeo del campeonato mundial de constructores de Fórmula 1. Se aprecian los títulos del equipo de 1963, 1972 y 1973.

- Campeonato Mundial de Constructores de Fórmula 1 (7): 1963, 1965, 1968, 1970, 1972, 1973, 1978
- Campeonato Mundial de Pilotos de Fórmula 1 (6): 1963 (Jim Clark), 1965 (Jim Clark), 1968 (Graham Hill), 1970 (Jochen Rindt,), 1972 (Emerson Fittipaldi), 1978 (Mario Andretti).

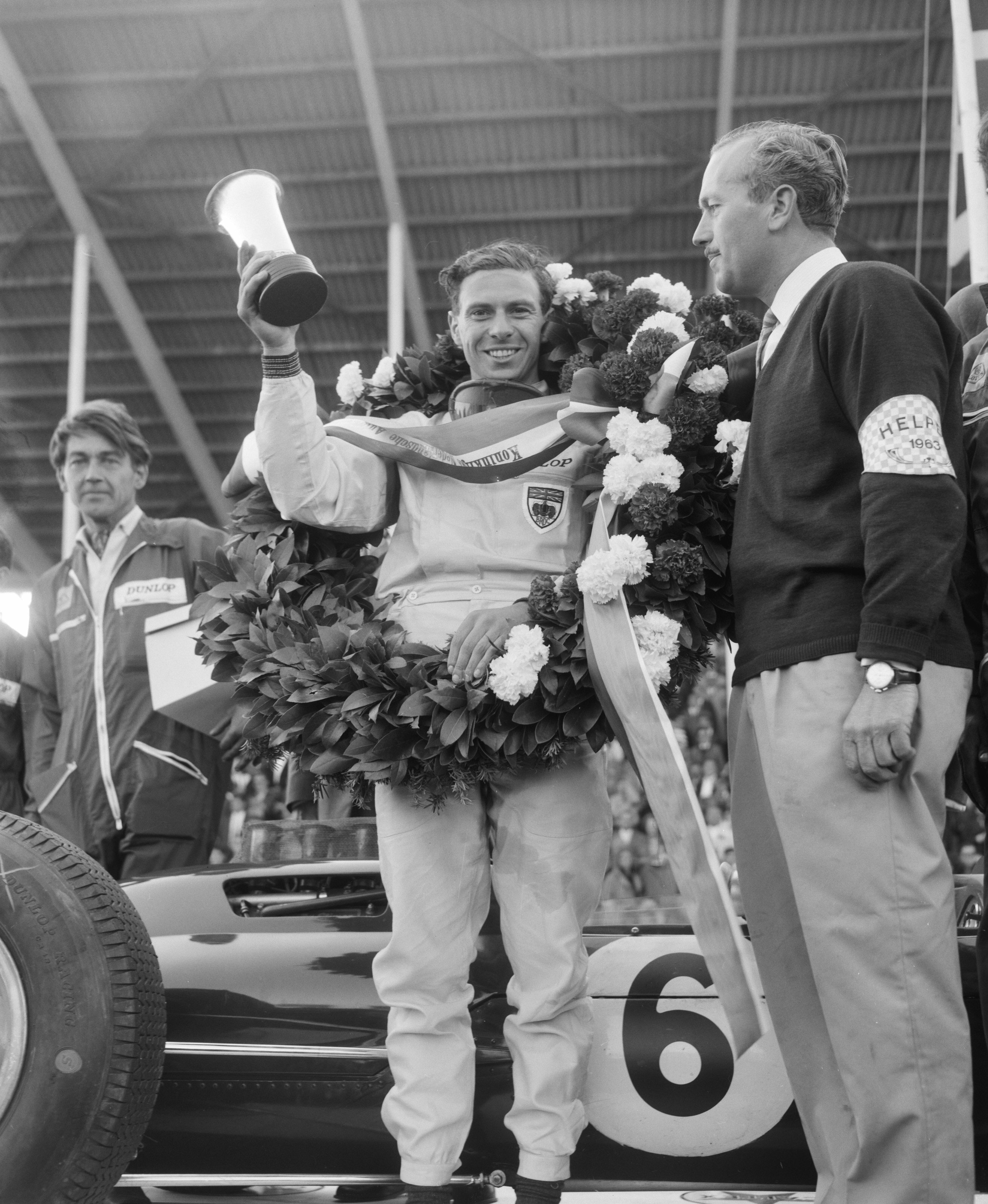
Jim Clark, campeón de pilotos en la temporada 1963
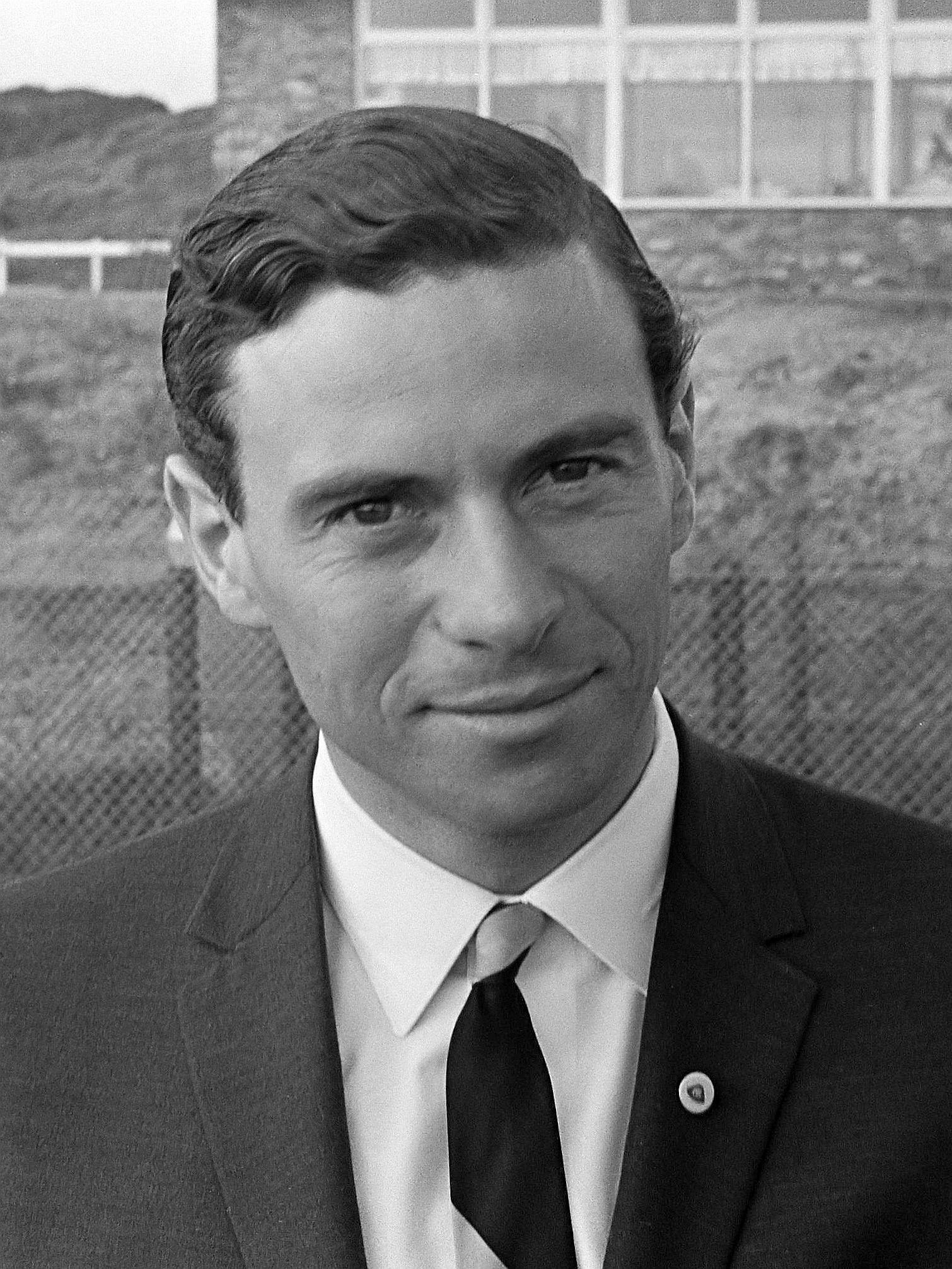
Jim Clark, campeón de pilotos en la temporada 1965
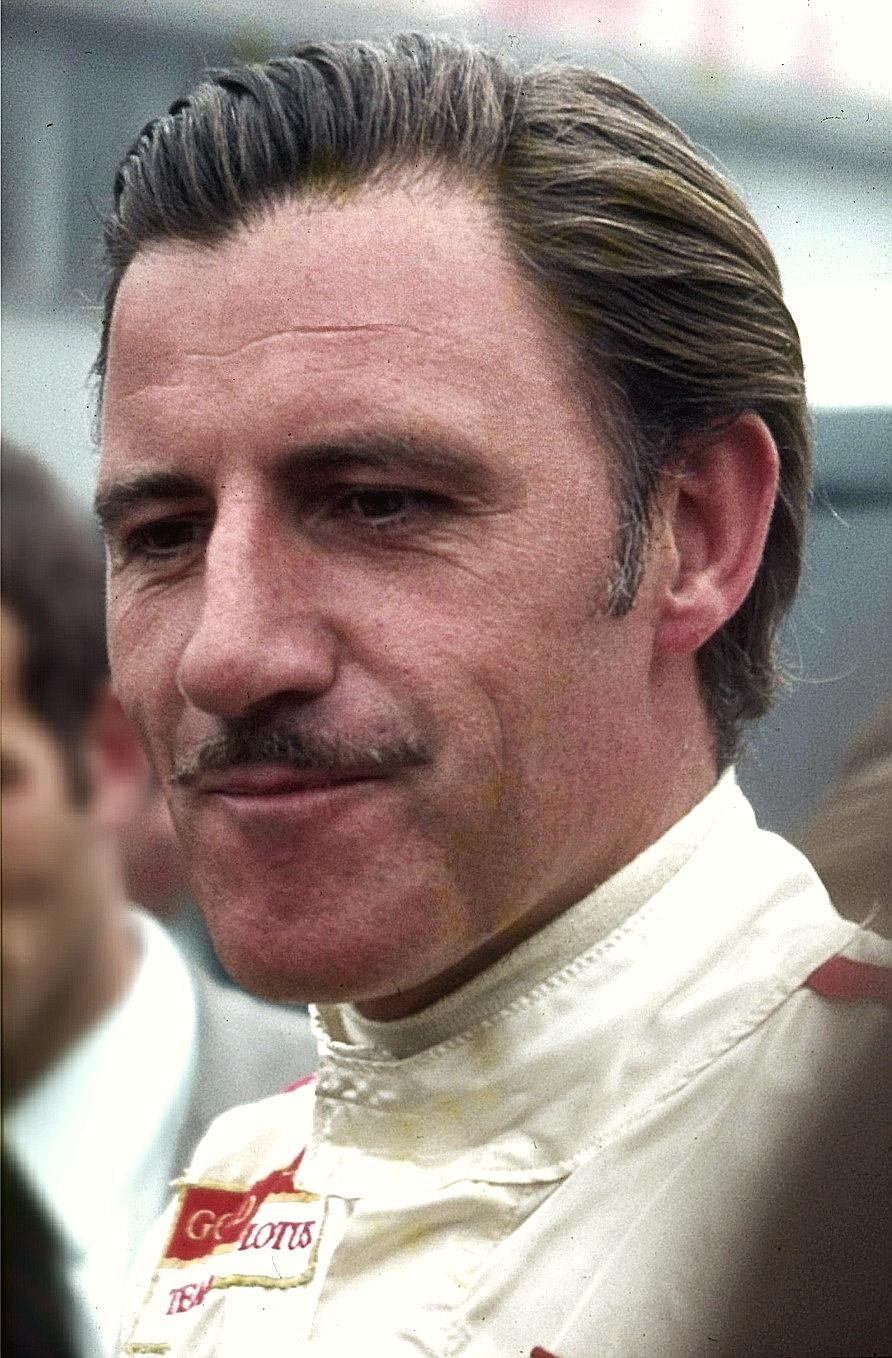
Graham Hill, campeón de pilotos en la temporada 1968
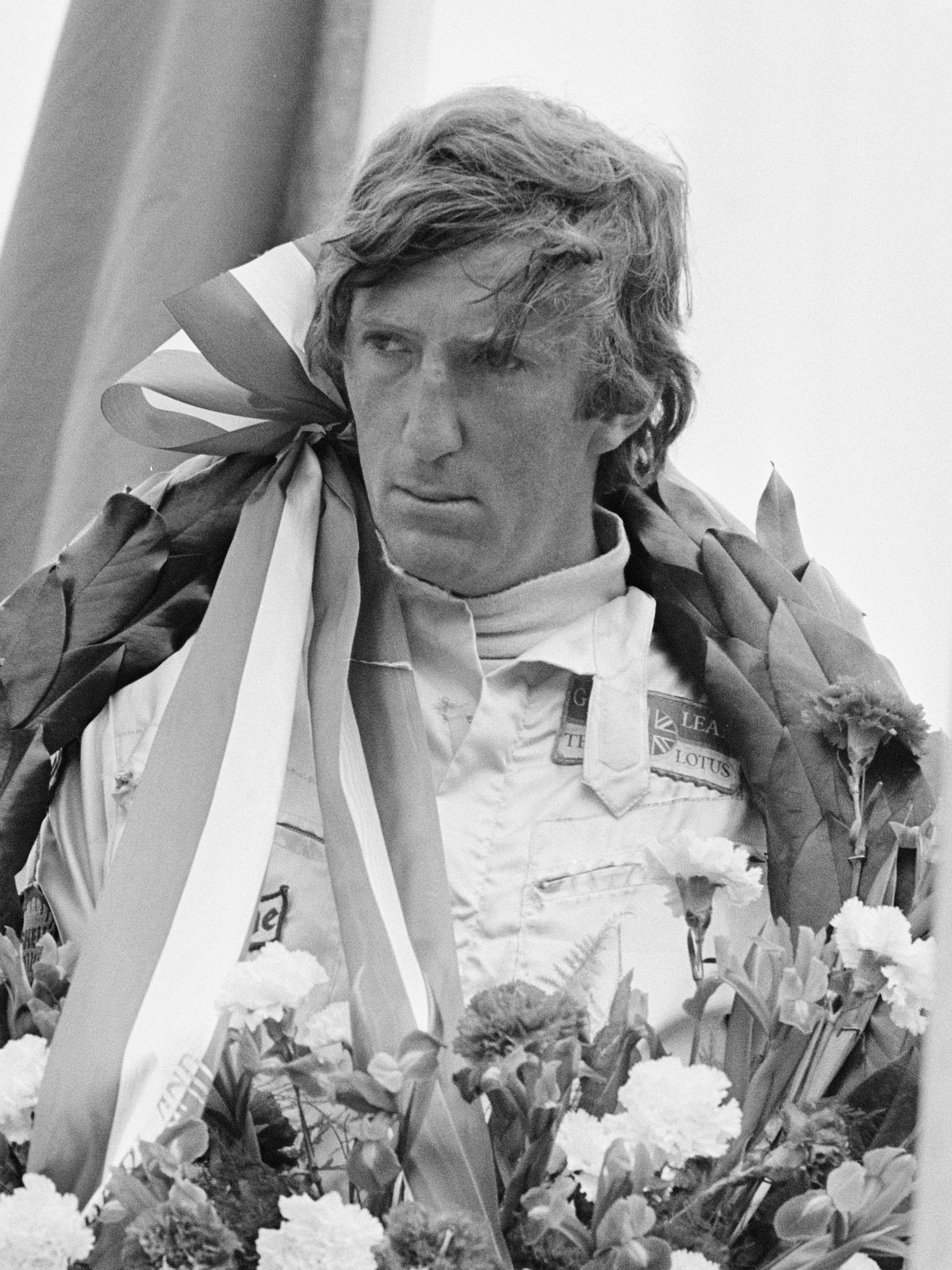
Jochen Rindt, campeón de pilotos en la temporada 1970
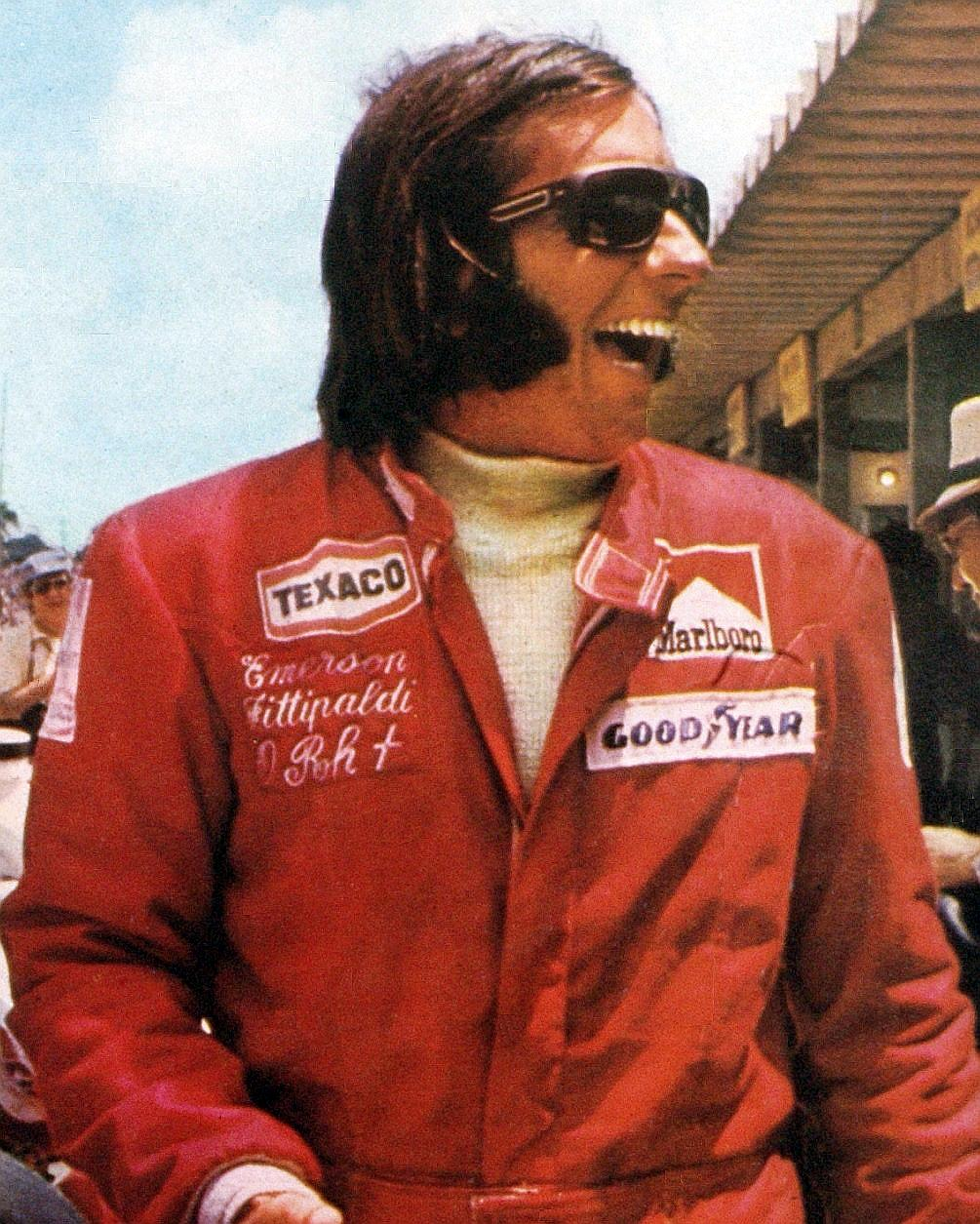
Emerson Fittipaldi, campeón de pilotos en la temporada 1972
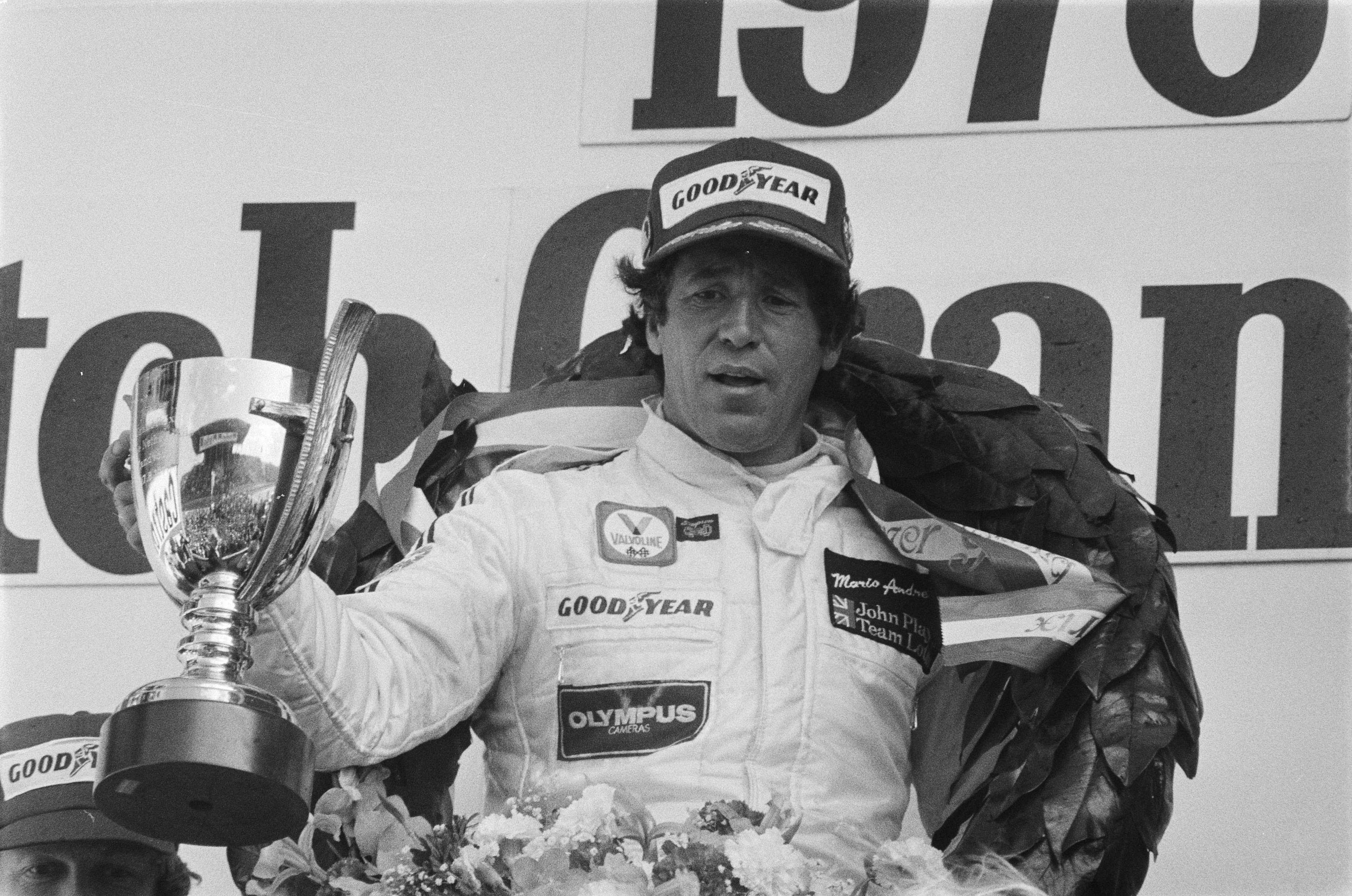
Mario Andretti, campeón de pilotos en la temporada 1978